# Donatus Carthaginiensis
Donatus Carthaginiensis, auch als Donatus Magnus, oder Donatus von Casae Nigrae (* vor 313 n. Chr.; † um 355 n. Chr. in einer römischen Provinz in Gallia) war führender Kleriker einer schismatischen Gruppierung, die als Donatisten in Nordafrika bekannt wurde.

## Leben und Wirken
Über sein Leben ist nur wenig bekannt, da sowohl seine Korrespondenz als auch schriftliche Arbeiten vollständig verloren gegangen sind. Er fand erstmals im Oktober 313 in den Kirchenbüchern als Donatus von Casae Nigrae Erwähnung, als Papst Miltiades ihn für schuldig befand, römisch-katholische Geistliche erneut getauft zu haben.
Hierin zeigt sich der Kern der donatistischen Auseinandersetzungen. Nach der Ansicht der Donatisten würde die Heiligkeit der Kirche von der Heiligkeit ihrer Mitglieder bestimmt, so dass die Gültigkeit der Sakramente auf der persönlichen Heiligkeit des Priesters beruhe. Die Donatisten bestanden daher auf die Wiedertaufe, wenn ein Christ von einem unwürdigen Priester getauft worden war.
Nach ihrem Verständnis genügte es auch nicht, dass die Bischofsweihe von jemandem durchgeführt wurde, der lediglich kraft seines Amtes dazu autorisiert war, sie verlangten zusätzlich völlige moralische Integrität. Ihre Auffassungen standen im Gegensatz zu der übrigen katholischen Kirche, die die Gültigkeit der Sakramente trotz der Unzulänglichkeit des Spenders anerkannte.
Casae war eine Siedlung am äußersten südlichen Rand der Ebene von Numidia, südlich von Theveste, einem Gebiet, das von Menschen von überwiegend berberischer Abstammung besiedelt wurde.
Donatus wurde 313 n. Chr. als Bischof von Karthago und Primas von Nordafrika geweiht und Teil einer christlichen Sekte, die als donatistische Sekte bekannt wurde, obwohl Donatus nicht der Gründer war, sondern dem Gründungsführer Majorinus auf dem Bischofssitz folgte und die Vorstellungen konsequent weiterentwickelte. Diese nordafrikanische Abspaltung praktizierte im Gegensatz zur westlichen christlichen Kirche im 4. und 5. Jahrhundert eine eigene Ekklesiologie, den Donatismus.
Donatus führte die Gruppierung auf eine Reihe von Synoden, einschließlich des Konzils von Arles im Jahr 314 n. Chr. Im August 347 wurde er von Kaiser Flavius Iulius Constans nach Gallien verbannt, wo er vermutlich 355 gestorben ist. Sein Nachfolger auf dem Bischofssitz war Parmenianus († um 392). Auch er war ein nordafrikanischer donatistischer Bischof und schrieb mehrere Werke, die die rigoristischen Ansichten der Donatisten verteidigten.

## Zeitgenössische Gegner des Donatismus
Die Donatisten fanden in ihren Einstellungen in Augustinus einen Gegner. So sahen sich die Donatisten als eine wahre und reine Kirche an, die sich vom katholischen Klerus abgrenzte und lossagte. Diese sei in der Zeit der vorausgegangenen diokletianischen Christenverfolgung Kompromisse mit den politischen und administrativen Agenturen des Römischen Reiches eingegangen. Augustinus stand auf der Seite der alten Kirche, seine wichtigen antidonatistische Werke waren:
- Psalmus contra partem Donati. (394)
- Contra epistulam Parmeniani. (400)
- De baptismo. (401)
- Contra litteras Petiliani. (401–405)
- Ad Cresconium grammaticum partis Donati. (405–406)
- De unico baptismo. (412)
- Gesta cum Emerito Donatistarum episcopo. (418)
- Sermo ad Caesariensis ecclesiae plebem. (418)
- Contra Gaudentium Donatistarum episcopum. (419–420)